# Donkerbruine schorsloper
De donkerbruine schorsloper of snelle schorsloopkever (Dromius agilis) is een keversoort uit de familie van de loopkevers (Carabidae). De wetenschappelijke naam van de soort werd in 1787 gepubliceerd door Johann Christian Fabricius.